# حفل خطوبة
حفل الخطوبة هو حفل يعتقد بمناسبة الاحتفال بخطوبة شخصين حديثًا، وللمساعدة على تعريف ضيوف حفل الزفاف المستقبلي على التعرف على بعضهم البعض. وبشكل تقليدي، يستضيف والد العروس حفل الخطوبة، إلا أن العديد من المخطوبين في العصر الحديث يستضيفون حفل خطوبتهم بأنفسهم.

## معلومات تاريخية
في الأساس، كانت حفلات الخطوبة حفلات عادية يتم من خلالها إعلان الخطوبة بشكل مفاجئ من خلال والد العروس أمام ضيوفه. وكانت حفلات الخطوبة تهدف إلى مشاركة أخبار الخطوبة مع أفراد الأسرة ومع الأصدقاء. وبالتالي، فإنها لم تكن عبارة عن مناسبات تقديم هدايا عادية، حيث أنه لم يكن يتم إبلاغ أي من الضيوف بالخطوبة إلا بعد وصولهم إلى الحفل.
وفي اليونان القديمة، كانت حفلات الخطوبة عبارة عن معاملات تجارية. وبشكل أساسي، كانت عبارة عن عقد شفهي، يتم إبرامه بين الشخص الذي يمثل المرأة في الزواج، والذي غالبًا ما يكون والدها، وبين العريس. ولم تكن العروس تحضر هذا الحفل.

### العصور الحديثة
في العصور الحديثة، تهدف حفلات الخطوبة في الغالب إلى الاحتفال بالخطوبة التي يتم الإعلان عنها من قبل. ويتم غالبًا تقديم الهدايا، كما يتم إلقاء الخطابات في الغالب. والعديد من المخطوبين يقررون عدم عقد حفل خطوبة.
وفي بعض الأحيان، يتم عقد حفل الخطوبة في بداية عملية التخطيط لحفل الزفاف، رغم الاختلاف في ذلك. وغالبًا ما يتم عقد هذا الاحتفال في منزل المخطوبين أو في منزل أحد الأصدقاء أو الأقارب. وغالبًا ما يشتمل هذا النوع من أنواع حفلات الخطوبة على تقديم هدايا حفل الخطوبة للمخطوبين والتي تشبه هدايا الزواج حيث تكون عبارة عن أدوات منزلية تساعد المخطوبين على بدء حياتهما معًا، إلا أنها غالبًا ما تكون أقل سعرًا وأقل رسمية من الهدايا التي يتلقاها الزوجان في حفل زفافهما.